# Actinotia radiosa
Actinotia radiosa là một loài bướm đêm trong họ Noctuidae.

## Hình ảnh

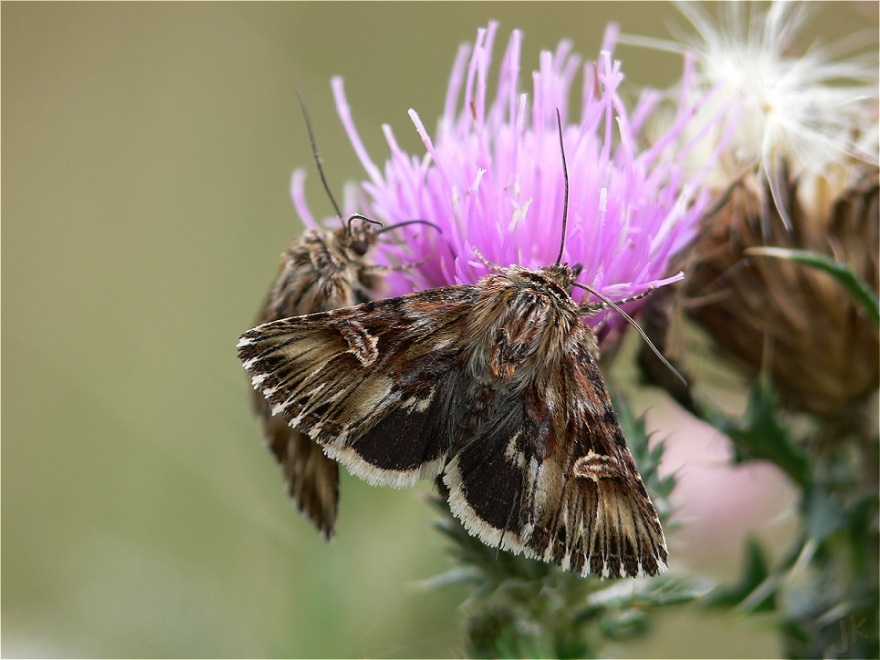